# R. Vaishali
R. Vaishali (Rameshbabu Vaishali, Tamil வைசாலி இரமேசுபாபு, * 21. Juni 2001 in Chennai) ist eine indische Schachspielerin, die den Titel eines Großmeisters trägt.
Vaishali erlernte das Schachspiel von ihrem Vater Rameshbabu. Ab ihrem fünften Lebensjahr erhielt sie professionelles Training, was schnell Erfolge zeigte. Im Jahr 2012 gewann sie die Jugendweltmeisterschaft der Frauen in der Kategorie U-12. Drei Jahre später wiederholte sie ihren Erfolg in der U-14 und gewann die asiatische Frauenmeisterschaft in der gleichen Klasse.
2018 erlangte Vaishali den Großmeistertitel der Frauen, drei Jahre darauf wurde sie zum Internationalen Meister ernannt. Bei der Online-Schacholympiade 2020 stand sie erstmals im indischen Aufgebot und gewann das Turnier mit ihrer Mannschaft. Bei der Schacholympiade 2022 erzielte Vaishali 7½ Punkte aus 11 Partien bei nur einer Niederlage und gewann mit dem indischen Team die Bronzemedaille hinter der Ukraine und Georgien. Bei den Asienspielen 2022 konnte sie mit ihrer Mannschaft die Silbermedaille erringen.
Beim FIDE Women’s Grand Swiss Tournament 2023 erzielte sie 8½ aus 11 Punkten und beendete das Turnier als Gewinnerin einen halben Punkt vor der Zweitplatzierten, Anna Musytschuk. Durch den Sieg qualifizierte sie sich für das Kandidatenturnier der Frauen 2024. Vaishalis Bruder, der Weltklassespieler R. Praggnanandhaa qualifizierte sich im selben Jahr für das offene Kandidatenturnier. Damit sind sie das erste Geschwisterpaar, dem dies gelungen ist. Aufgrund ihrer Erfolge wurde sie durch die indische Präsidentin Draupadi Murmu mit dem Arjuna Award 2023 ausgezeichnet.
Nachdem Vaishali beim Kandidatenturnier nach neun Runden und vier aufeinander folgenden Niederlagen auf dem letzten Platz gelegen war, konnte sie fünf Partien in Folge gewinnen und das Turnier mit einer positiven Bilanz auf dem vierten Platz beenden.